# 에른스트 아우구스트 폰 하노버 (1983년)
에른스트 아우구스트 폰 하노버(Ernst August, Hereditary Prince of Hanover, 1983년 7월 19일 ~ )는 하노버 왕자 에른스트 아우구스트와 그의 첫 번째 부인 샹탈 호출리의 장남이다. 아버지의 재혼으로 인해 그는 모나코의 알베르 2세의 누나이자 하노버 왕자빈 카롤린의 의붓아들이기도 하다.